# 8225 Emerson
8225 Emerson (1996 QC) là một tiểu hành tinh vành đai chính được phát hiện ngày 16 tháng 8 năm 1996 bởi C. F. Durman và B. M. Ewen-Smith ở Portimão.